# Ollung
A Ollung (Olleung) (hangul: 온릉, handzsa: 溫陵) Kjonggi (Gyeonggi) tartomány Jangdzsu (Yangju) városában található Csoszon (Joseon)-kori koreai királysír, melybe Csungdzsong (Jungjong) király feleségét temették.

## Története
| Sír neve         | Elhunytak neve                                                               | Év   |
| ---------------- | ---------------------------------------------------------------------------- | ---- |
| Ollung (Olleung) | Tangjong (단경, Dangyeong) királyné (Csungdzsong (Jungjong) király felesége) | 1557 |

Apja Jonszangun (Yeonsangun) király sógora volt, és ellenezte Csungdzsong (Jungjong) hatalomra kerülését, ezért Tangjong (Dangyeong) királynét hét nappal férje trónra kerülését követően lefokozták. 1557-ben halt meg, családi sírba temették. 1739-ben királynéi címét posztumusz visszaállították, sírja ekkor kapta az Ollung (Olleung) nevet.